# The Wall Street Tower
 (28 mai 2025).
Pour les articles homonymes, voir Wall Street (homonymie).
Le 130 William Street (aussi connu sous le nom de The Wall Street Tower) est un gratte-ciel de 244 mètres en construction à New York aux États-Unis. L'immeuble est développé par le groupe Lightstone et conçu par l'architecte britannico-ghanéen Sir David Adjaye.

## Historique
Lightstone achète l'ancien immeuble de bureaux de 12 étages situé au 130 William Street en mai 2014 pour 60 millions de dollars après que l'ancien propriétaire ait manqué à son obligation de rembourser un prêt hypothécaire contracté auprès de la East West Bank. Huit mois plus tard, la société dévoile les plans de Hill West Architects pour un immeuble à usage mixte de 50 étages qui atteindrait une hauteur de 177 m et contiendrait un hôtel et 188 appartements. Cependant, de nouveaux plans déposés début 2017 suppriment la partie hôtel et font monter la taille de l'immeuble à sa hauteur actuelle, 244 mètres.
En mars 2017, le projet obtient un financement à hauteur de 305 millions de dollars et la construction commence. L'installation de la façade débute en octobre 2018. Le bâtiment atteint sa hauteur maximale en mai 2019.

## Caractéristiques
La façade du 130 William est en maçonnerie coulée à la main présente de grandes fenêtres arquées et des détails en bronze. Il s'élève à 243,8 mètres et compte 66 étages. Il devrait comprendre 242 résidences et plus de 2 000 m2 d'espaces d'agréments. La base de l'immeuble comprendra également un nouveau jardin public conçu par Adjaye ainsi que plus de 1 900 m2 de commerces,.
Le 130 William est adjacent à la station de métro Fulton Center et à proximité immédiate de Tribeca, de South Street Seaport et du pont de Brooklyn.